# هيلينه غراس
هيلين غراس (بالألمانية: Helene Grass )‏ (و. 1974  م) هي ممثلة، وممثلة أفلام ألمانية، ولدت في برلين.

## وصلات خارجية
- هيلينه غراس على موقع IMDb (الإنجليزية)
- هيلينه غراس على موقع ألو سيني (الفرنسية)
- هيلينه غراس على موقع ميوزك برينز (الإنجليزية)
- هيلينه غراس على موقع ديسكوغز (الإنجليزية)
- هيلينه غراس على موقع قاعدة بيانات الفيلم (الإنجليزية)
- هيلينه غراس على موقع كينوبويسك (الروسية)

- هيلينه غراس في قاعدة بيانات الأفلام على الإنترنت